# Ooster- en Westerzand
Ooster- en Westerzand is een natuurgebied van circa 2400 hectare in de Nederlandse gemeente Westerveld (Drenthe). Het gebied is onder beheer bij Natuurmonumenten (Uffelterveen, Brandeveen), Staatsbosbeheer (Havelterberg) en het Ministerie van Defensie.
Kenmerkend voor het gebied is de stuwwal (Havelterberg) en het aansluitende golvende gebied met heide, vennen en stuifzand, deels begroeid met dennenbos. 
Bijzondere plantensoorten zijn onder meer   knollathyrus, bochtige klaver, maanvaren, kleine bevernel, fraai hertshooi, gevlekte orchis, valkruid, klokjesgentiaan, heidekartelblad, liggende vleugeltjesbloem, addertong, drijvende egelskop, veenbes en lavendelheide.
Als bijzondere diersoorten komen onder meer voor, de    roodborsttapuit, wespendief, zwarte specht, adder, heikikker en het gentiaanblauwtje. 
Cultuurhistorisch is het gebied van belang vanwege het voorkomen van hunebedden en grafheuvels.
Het gebied is aangewezen als speciale beschermingzone op grond van EU-Vogelrichtlijn.

## Bron
- M. Perdeck en H. Dekker, 'De Havelterberg', in: Van Rottum tot Reest (Assen).
- Online Encyclopedie Drenthe - Ooster- en Westerzand